# Enea Gardana
Pour les articles homonymes, voir Gardana.
Enea Gardana est un guitariste et compositeur italien qui a vécu dans la première moitié du XIXe siècle.

## Biographie
Enea Gardana a une maîtrise pratique peu commune de la guitare.
Il a composé pour une guitare à neuf cordes.
Son interprétation de Zampa, le fameux opéra-comique d’Hérold, est classée parmi les plus raffinées, avec celles de Carcassi et de Bobrowicz.

## Répertoire
- La bella Gigogin, Carnevale di Milano per chitarra, Op. 17, Turin, [PDF en ligne] et Londres, [PDF en ligne]
- Capriccio sopra motivi della Figlia del reggimento di Donizetti, [PDF en ligne]
- Souvenir de Verdi, Fantaisie pour guitare, Op. 18, [PDF en ligne]
- Diversi motivi dell'opera Marta di Flotow, trascrizione per chitarra, Op. 14, [PDF en ligne]
- Scelte melodie nell'opera Zampa di Herold, trascritte per chitarra, [PDF en ligne]
- Polonese per chitarra, Op. 80 , [PDF en ligne]
- La Carolina, canto napolitano, tema con variazioni per chitarra, [PDF en ligne]
- Bolero nei Vespri siciliani di Verdi, trascritto per chitarra, Op. 22, [PDF en ligne]
- Misere nel Trovatore di G. Verdi, ridotto per chitarra, [PDF en ligne]
- Trascrizioni per chitarra, Op. 16, 1-6, [PDF en ligne]
- Introduzione e quartettino nei Puritani (de Bellini), trascritto per chitarra a nove corde, [PDF en ligne]
- Scelte melodie nell'opera Il trovatore de Verdi, trascritte per chitarra, [PDF en ligne]
- Melodie nell'opera Un ballo in maschera di Verdi, trascritte per chitarra, [PDF en ligne]
- Mazurka nel ballo Uno spirito maligno, ridotta per chitarra sola, [PDF en ligne]
- Souvenire di Genova, barcarola, trascrita per chitarra a nove corde, [PDF en ligne]
- La Luvisella, tema con variazioni per chitarra sola, Turin, [PDF en ligne] et Londres, [PDF en ligne]
- Variations pour guitare avec accompagnement de piano, éd. Titus J. Ricordi, [PDF en ligne] et G. Ricordi & Cie, [PDF en ligne]
- Ballabile nell'opera Le pardon de Ploërmèl de Meyerbeer, trascritto per chitarra, éd. R. Stabilimento Ricordi, [PDF en ligne] et Tito di G. Ricordi, [PDF en ligne]
- Ballabili, per chitarra, Op. 15 Nr. 1-6, [PDF en ligne]
- Non dimenticarmi (mazurka), éd. A. Monzino, Milan, [PDF en ligne]